# 1964年布林克斯酒店爆炸事件
10°46′10″N 106°40′55″E / 10.76944°N 106.68194°E
布林克斯酒店爆炸事件发生在位于南越西贡的布林克斯酒店，就是被人熟知的布林克斯单身军官宿舍，在越南战争期间的1964年12月24号晚上被越南南方民族解放阵线武装分子炸毁。两名南越民族解放阵线的特工人员引爆了位于酒店内部的汽车炸弹，这座酒店驻扎的全是美国陆军军官。爆炸造成两名美国人死亡，一名军官和一名军士，同时造成大约60人受伤，其中包括军事人员和越南平民。
越南南方民族解放阵线指挥官脑海中计划了为这次冒险行动所設定的两个目标。首先，通过袭击处于首都重点防护中心地段的美军设施来显示他们有攻击南越的实力，这样可以让美国考虑是否决定要向北越发动空袭；其次，通过袭击可以告知南越美国是脆弱的，南越也不能依靠美国的保护。:423:326-327
爆炸事件引发了美国总统林登·约翰逊对此事的争论。大多数总统的顾问都赞同对北越展开报复性的轰炸行为并且引进美国作战部队，但是约翰逊却倾向于执行现有的战略，即训练南越軍让他们自己保护南越。到最后，约翰逊总统占了上风并且没有采取任何报复性行动。

## 背景和计划

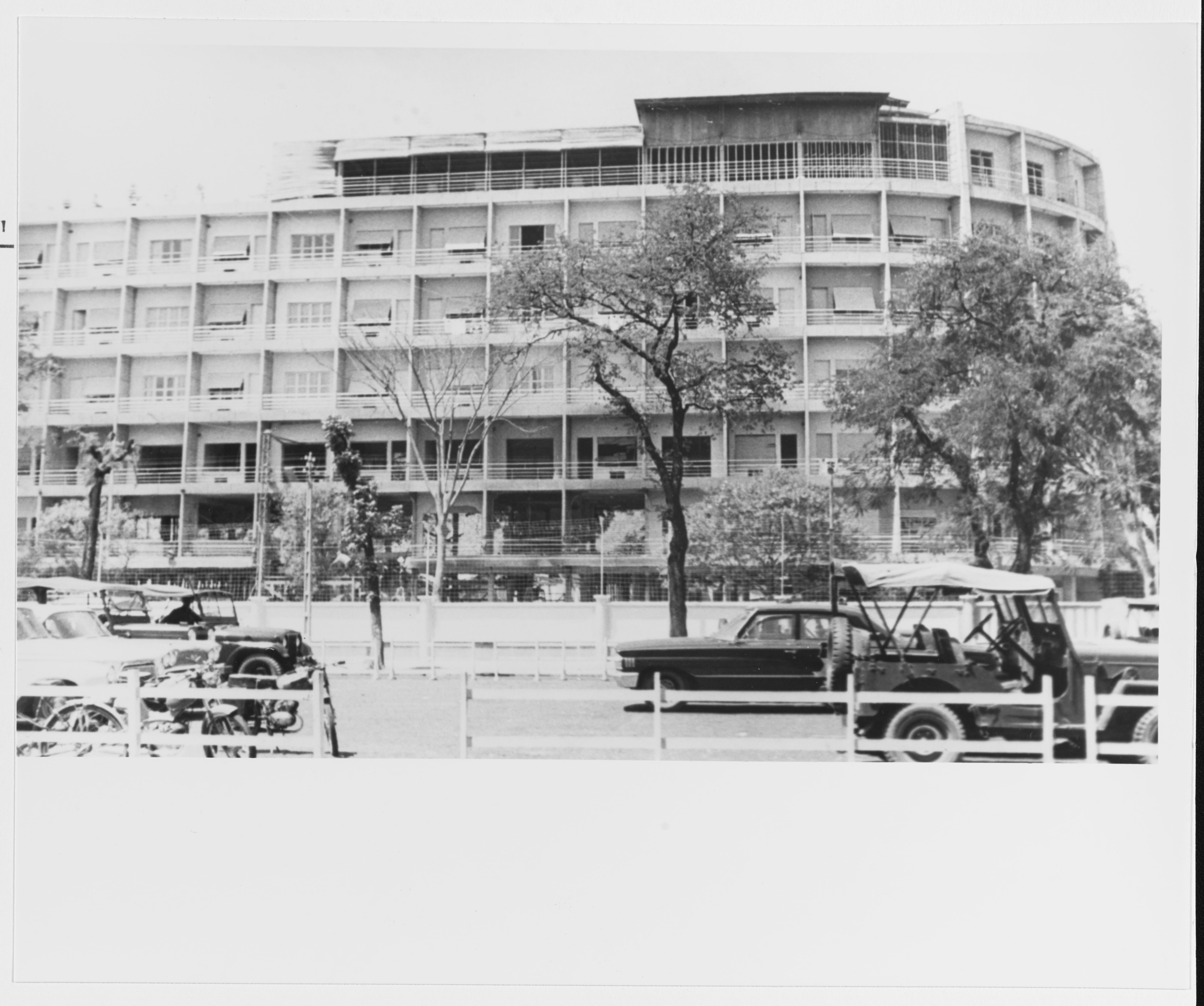
西贡布林克斯酒店

第二次世界大战以后，由共产主义引领的越盟与法国殖民侵略者进行了斗争，其目的是为了获得越南人民独立。1954年奠边府战役中法国大败後，越南以17度線分成南北越，預計在1956年才迎来全国性统一大选:40-56:210-214。由于北越共产主义和南越反共产主义的长期存在且北越和南越是两个独立的地区，所以选举活动取消了。在二十世纪五十年代后期，南越游击队，例如人们所熟知、受北越政府秘密支持的越南南方民族解放陣線游击队，开始发动在共产主义统治下重新统一越南的叛乱行动:90-100。当时正处于冷战时期的高峰，美国作为南越最主要的支持者，派遣了很多军事顾问以帮助越南共和国军队进行训练和指导，使得他们可以对抗南越民族解放阵线。到1964年为止，在越南的美国军事人员达到了23000名:102-104。共产主义者认为美国人是殖民者，同样认为南越是他们的傀儡，所以用武装力量袭击他们。
爆炸事件是由两名越南南方民族解放陣線特工策划和实施的，同时他们两人也毫发未损的逃跑了并且再也没有被抓住。越战结束后其中一名特工阮庆轩（Nguyễn Thanh Xuân）对历史学家斯坦利·卡劳（Stanley Karnow）追忆了他的过去。11月底，他和他同事接到了一份来自越南南方民族解放陣線的命令，要求他们去炸掉布林克斯酒店。这座六层高并有193間卧房:347的建筑居住的都是美国陆军军官，其中包括陆军少校和陆军中校，由于这座酒店拥有美味的食物、饮料、顶部的休息区和电影院，它也吸引了那些没有执勤任务的人员。這两名特工在接下来的一个月内在繁忙街道的人群中仔细观察了他们的目标，發現南越軍官亦進出此酒店，所以他们从西贡黑市弄来南越军队制服，偽裝成南越軍事人員進入酒店觀察。阮庆轩乔装成一名军事司机，同时他的搭档伪装成一名南越少校。他们混入真正的南越军官中，模仿他们的言谈举止、说话方式，甚至是抽烟的姿势。然后这两名南越民族解放阵线的特工获得了行动所需要的汽车和爆炸物。:399:326-327
越南南方民族解放陣線指挥官脑海中为这次冒险行动設定两个目标。首先，通过袭击处于首都重点防护中心地段的美军设施来显示他们有攻击南越的实力，这样可以让美国考虑是否决定要向北越发动空袭；其次，通过袭击可以告知南越美国是脆弱的，南越也不能依靠美国的保护:399:326-327。阮慶軒进一步说：“自从此事发生以后，美军所犯下的罪行都是直接针对此事的”。他回忆道在平安夜那天布林克斯酒店的美军士兵将会很多，因为他们會在酒店慶祝聖誕節，这样的话袭击将会比平常日子造成更多的人员损伤。

## 爆炸
爆炸袭击者将炸药藏匿在其中一辆汽车的后車廂，并在下午5点45分用设置好的定时装备触发了炸弹，当时正好是軍官酒吧的欢乐时光:347。袭击者把車開到酒店，他们由确切的情报得知一位美军上校刚刚返回美国，“少校”骗酒店前台工作人员他与那位上校有约，并且声称那位上校将会从大叻市来。前台工作人员回复说那位上校已经离开越南，可是“少校”却坚持这位工作人员错了。接着“少校”将汽车停到了宾馆的地下停车场，在停车之前让他的司机离开并且用另一辆汽车去接那位上校。接着“少校”离开了酒店，并要求警卫告诉那位美军上校一定要等他回来。“少校”说自己已经一整天没有进食，准备前往附近的一家咖啡馆:399:326-327。
炸弹在“少校”餐馆吃东西时引爆，造成两名美軍人員喪生:399:326-327:347。其中军衔较高的是陆军上校詹姆斯·罗伯特·海根，他在军队已经服役超过二十年，生前为美國軍事援助越南司令部工作。另一名受害者是本杰明·贝特朗，他是美國軍事援助越南司令部的参谋军士并且作为老兵服役也超过20年，于1965年1月伤重不治。
伤亡报告则是充满矛盾的。卡劳报道事件中有58人（军事人员和平民）受伤，马克·梅约（Mark Moyar）则报道有38名美国军官和25名越南平民受伤:347，而战地记者A.J.兰古斯（A. J. Langguth）则报道有10名美军和43名越南平民受伤:326-327。除了支撑建筑物的钢梁，爆炸几乎摧毁了整个第一层。最顶部的四层楼则被爆炸冲击波和持续的巨大破坏力而损坏。更严重的是地下停车场停放着数辆正准备运送天然气罐的卡车，炸彈爆炸時並引发了天然气爆炸，整个地方一片火海。当时美国演员正在西贡为美军事人员进行慰问演出，他是否是爆炸袭击的目标这点并不清楚，梅约报道称霍普本是目标人物，但是由于机场的行李延誤而耽误了时间。同时，劳伦斯·J·奎克（Lawrence J. Quirk）则报道当时这位喜剧演员和他的团队当时正住在街对面的宾馆并且没有受到爆炸冲击波的影响。

## 反应

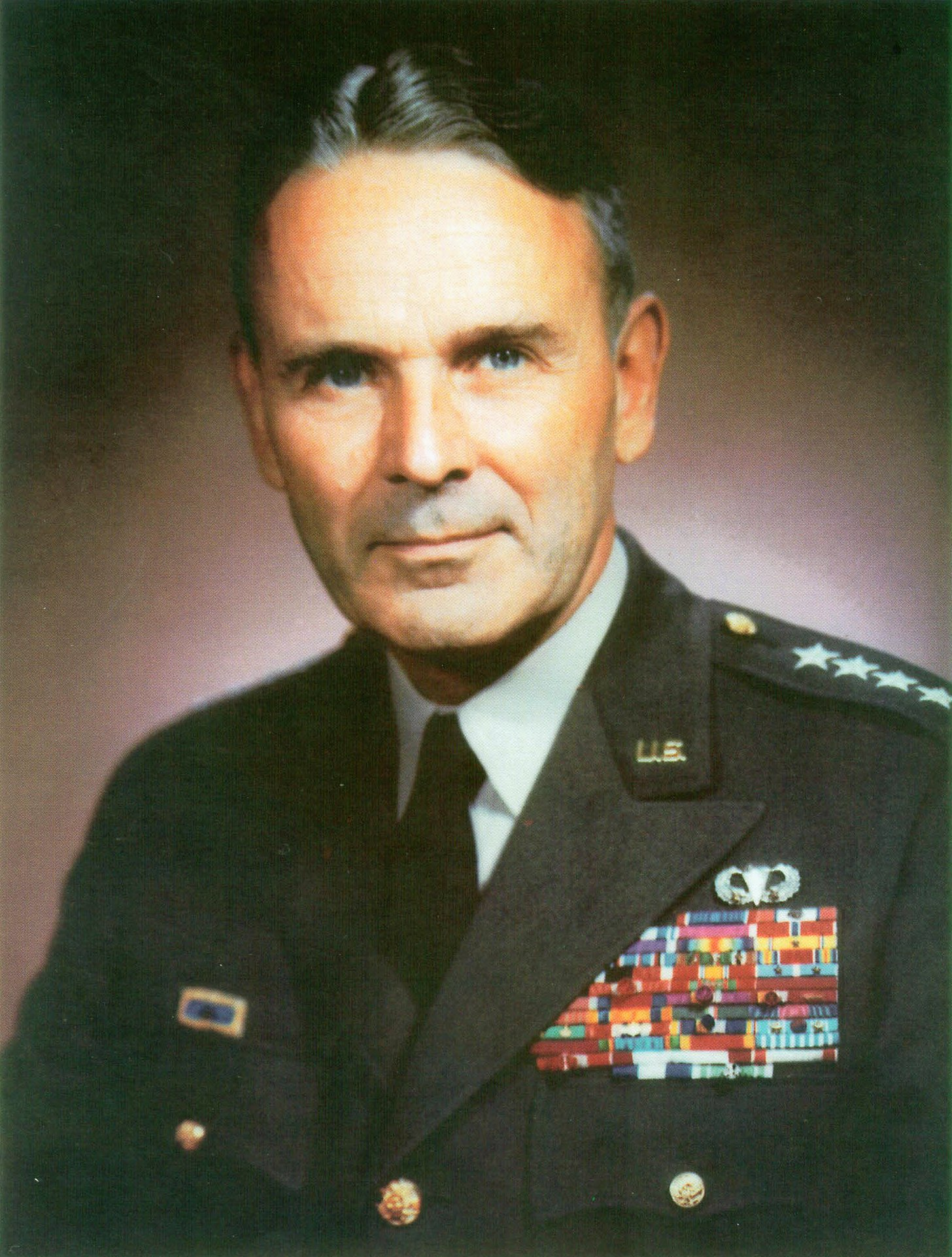
时任美國駐南越大使的马克斯维尔·D·泰勒将军。

这次的袭击事件震惊了美国官方和越南的领导人，他们自信的认为南越政府已经完全控制了西贡并且越南南方民族解放阵线只是在农村地区的一小股威胁力量。南越政府是不稳定的，且此政府是在被罢黜前短期执政过的军事执政体。这样的混战激怒了時任美国驻南越大使馬克斯維爾·泰勒，他并曾是美国参谋长联席会议主席；他认为南越高级军官之间的纠纷已经使得战争正常的努力偏离了轨道。就在爆炸事件发生的前两周，将军们解散了最高全国议会，这是一个平民咨询机構，使泰勒召集這些將軍並愤怒地斥责他们，第二天泰勒要求阮庆将军辭职，因為泰勒失去對他的信任:344-345:399:322-325。阮庆威胁要驱逐泰勒，泰勒却说这种被强迫性的离开将会意味着美国对南越的支持将会结束。12月22号，阮庆在越南之声上宣布“我们为国家的独立和越南人民的自由牺牲了太多，但是我们不会实行任何外来国家的政策”:346。12月23号，阮庆在接受《纽约先驱论坛报》采访时明确的斥责了泰勒:399:346，并且在爆炸事件发生的当天，他签署了一项关于“外国操纵”的独立宣言。同时，阮庆秘密的与共产主义者协商，希望能够达成一项和平协议以用来将美国人逐出越南:347。结果少部分人怀疑阮庆和他的幕僚是此次爆炸事件的幕后主脑，即使南越民族解放阵线已经通过广播宣称对爆炸事件负责:348。
時任駐越美军司令部司令威廉·威斯特摩兰将军、泰勒，及在西贡和华盛顿的美军高级官员强烈敦促总统林登·约翰逊授权对北越展开报复性的轰炸行动。泰勒在圣诞节当天给华盛顿发来电报，写道“除了现有的苦难，河内将会受到更多的袭击:348。我们就像在虎口中拔牙，美国也必须更加强硬起来。由于我们的行动所致一些内部军官已经失去了热忱”。泰勒建议美国采取单邊行动，煽动美军和阮庆军政体之间的仇恨。
约翰逊召集美军顾问在圣诞节来德州牧场进行讨论。国务卿迪安鲁斯克和国防部长罗伯特·麦克纳马拉建议约翰逊总统拒绝泰勒的提议:348。约翰逊总统拒绝执行，并声称在圣诞期间的战争升级行为是不合适的，也会对民众士气造成损害。他同时提到西贡政治的不稳定性:399，国际社会和美国民众都不希望去相信南越民族解放阵线是袭击事件的幕后主脑，同样也担心会因为爆炸事件而备受指责。但是这与南越民族解放阵线已经承认对爆炸事件负责所不符。在南越民族解放阵线承认对爆炸事件负责后的第四天约翰逊政府才对此事作出结论。约翰逊认为此时开始报复性行动已经为时过晚并且在事情发生36小时后才行动会构成莫名的挑衅:348。美国国务院给泰勒和大使館发电报，说明“西贡战局情况仍然疑云重重”:348。如果约翰逊政府开展报复性的空袭行为，那么就像是干预越南政府的内部政治危机。这些是美国民众和国际上的观点。约翰逊对泰勒说：“每次当我接到军事建议的时候，就好像我需要下命令发动一场大规模的轰炸行为。但是我从来未曾想过可以依靠空袭而得到这场战争的胜利。”最后，约翰逊勉强同意接受幕僚的意见，即发动大规模对北越的空袭，从而使得这一项战略最终演变为政策。
1965年1月，南越民族解放阵线在南越秘密举行了第三次大会并且得出美国放弃报复行为的结论，即“美国缺乏袭击北越的意志和庇护南越不遭受致命一击的能力”:485。同时，北越不遗余力地否认曾向南越派遣过部队和装备。事实上，双方都违反了1954年制定的日内瓦协议，他们都实施过敌对军事行动:346-347, 378-379，秘密将军事人员渗透到对方境內。同时，南越政府从1964年11月开始强制执行媒体审查制度，并且以支持共产主义為由关闭了十家报刊读物:334。

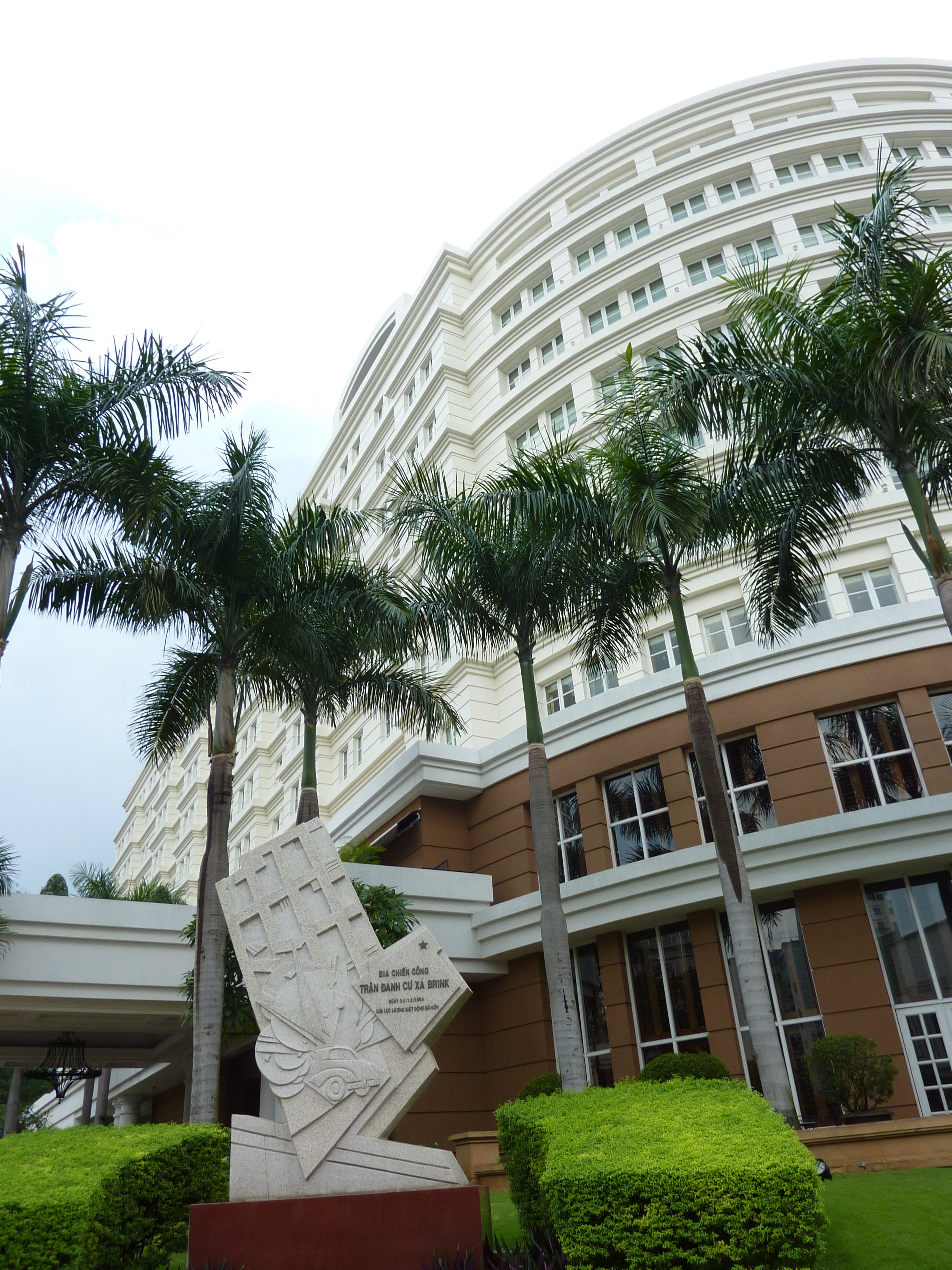
柏悦酒店门外的纪念碑。

袭击事件挑起了美国政治家对共产主义性质袭击的不安全性。约翰逊希望现有的美军顾问可以加强越南军队的实力从而稳定西贡政府，但是国防部很多官员都认为只有将美军战鬥部队送到越南才能维持稳定性。在美国直接参与1965年越南战争之前，这样的情况加剧了总体民意和军方之间的紧张形势。美国陆军军事学院的大卫·塔克（David Tucker）声称爆炸事件对「常规军事平衡的影响是微不足道的，但是对于敌人的政治斗争是十分重要的”。这座设施被修复了并且美国军事人员一直驻守到1975年4月30号西贡政府垮台的那天，当时共产主义者已经打垮了南越政府并且统治了整个国家。现今，這座建筑已经是按照法国殖民地建筑风格修建的柏悦酒店，并且在酒店附近有一块爆炸事件的纪念碑。